# 金博洋
金博洋（1997年10月3日—）出生于黑龙江省哈尔滨市，中国花样滑冰男子单人滑运动员。七岁半开始学习花样滑冰。
在2016年洛杉矶世锦赛上，金博洋曾获得第一个中国男子单人花样滑冰世界奖牌，在2017年世锦赛重复。 金博洋曾获得2016年四大洲花样滑冰锦标赛银牌、2017年亚洲冬季运动会花样滑冰男子单人滑银牌以及2018年四大洲锦标赛金牌。在2018年平昌冬奥会上，金博洋获得花样滑冰男子单人滑第四名，创造了中国男子单人滑选手在奥运会上的历史最佳成绩。在2022年北京冬奥会，他获得花样滑冰男子单人滑第九名。

## 技术特点
- 金博洋在2010年5月完成自己的第一个3A跳。[4]

## 成就
- 在2015年中国杯上，金博洋完成全世界的第一个4Lz+3T跳。[5]

- 中国第一位获得世界奖牌的男子单人选手。(2016年）